# Lambert Schönleitner

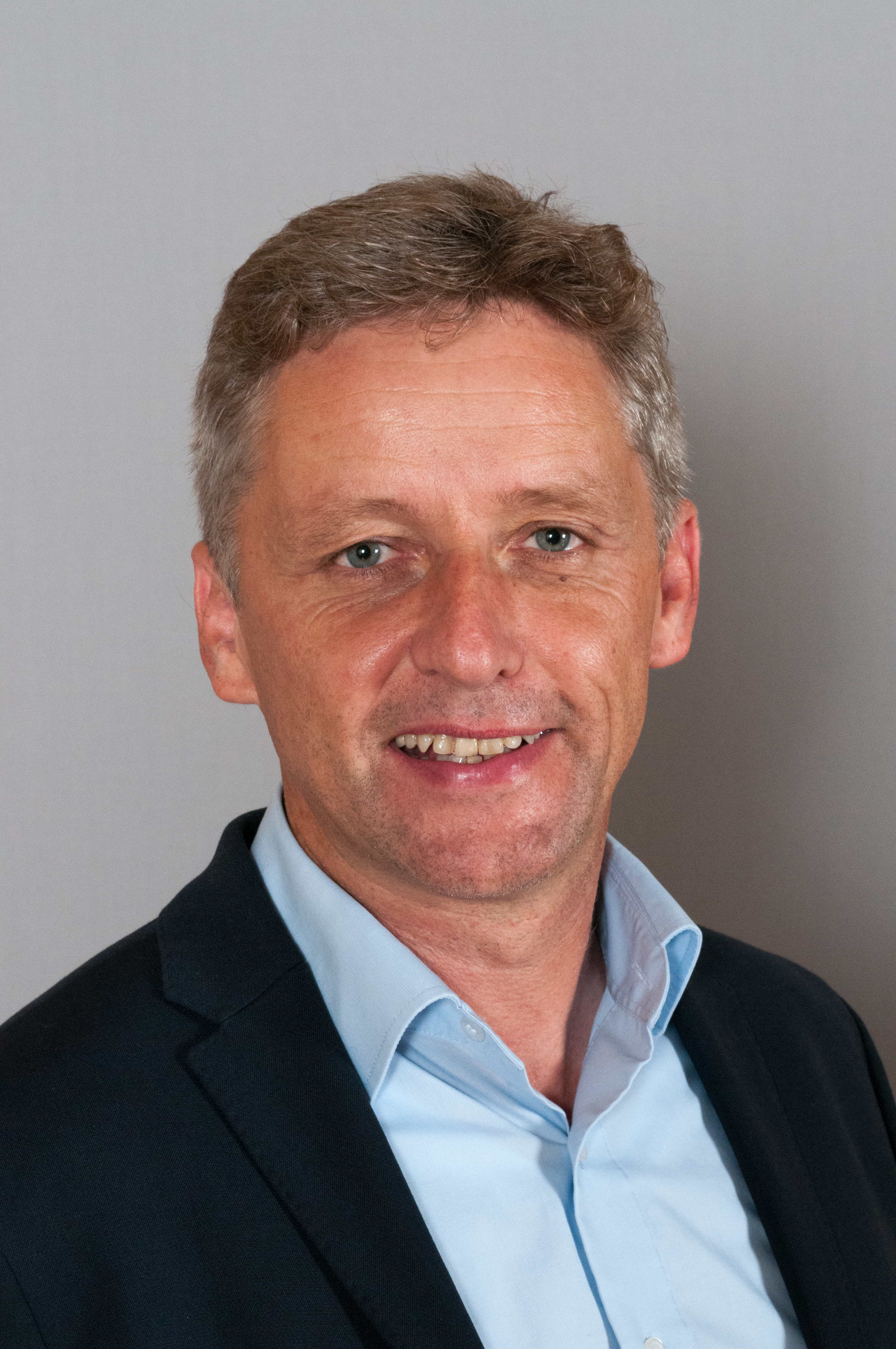
Lambert Schönleitner (2015)

Lambert Schönleitner (* 1970) ist ein steirischer Politiker (Grüne) und seit 2008 Abgeordneter zum Landtag Steiermark.

## Leben
Schönleitner, von Beruf Landschaftsgärtner und Florist, vertrat die Grünen von 1995 bis 2008 im Gemeinderat in Hall bei Admont und wechselte am 11. März 2008 als Abgeordneter in den Landtag. Er übernahm den Vorsitz im Kontrollausschuss. Außerdem wurde er Bereichssprecher für die Themen Verkehr, Naturschutz, Raumordnung und Landwirtschaft. 2011 wurde er Vorsitzender des Petitionsausschusses im Landtag und setzte sich in dieser Funktion verstärkt für die Bürgerrechte ein, zum Beispiel bei den umstrittenen Gemeindezwangsfusionen in der Steiermark.
Innerparteilich ist Schönleitner zudem Bezirkssprecher der Grünen im Bezirk Liezen und seit Februar 2007 Sprecher der Grünen in der Obersteiermark. Er wurde zuletzt im Juni 2009 als Obersteiermark-Sprecher im Amt bestätigt.
Schönleitner machte sich nach den Verlusten der Grünen bei der Landtagswahl 2005 als interner Kritiker einen Namen und kritisierte den Wahlkampf und die Parteispitze. Nachdem Klubchefin Ingrid Lechner-Sonnek bei der Landtagswahl 2010 nicht mehr als Spitzenkandidatin antrat, brachte sich Schönleitner im Sommer 2009 selbst als Spitzenkandidat für die Landtagswahl ins Spiel, wobei er die Chancen seiner Partei insbesondere im
„bürgerlichen Lager“ sah. Im Frühjahr 2014 entschied er sich für die Landtagswahl 2015 als Spitzenkandidat der Grünen zu kandidieren. Am 14. Juni 2014 wurde Schönleitner von den steirischen Grünen Mitgliedern mit 91,2 Prozent zum Spitzenkandidaten für die Landtagswahl 2015 gewählt, am selben Tag wurde er ebenfalls zum neuen Landessprecher der Grünen gewählt.
Bei der Landtagswahl am 31. Mai 2015 erreichte er mit den Grünen, nachdem er im Wahlkampf vor allem auf die Themen Umwelt, Bildung und Transparenz gesetzt hatte, mit 6,7 Prozent das beste Ergebnis der Geschichte. Im Anschluss wurde er auch zum Klubobmann der Grünen im Landtag gewählt. Gefragt nach seinen größten politischen Erfolgen nennt Schönleitner den erfolgreichen Widerstand gegen eine geplante Autobahn durch das Ennstal sowie den Kampf gegen ein geplantes Bergbauprojekt in Hall bei Admont. Am 22. Jänner 2019 gab Schönleitner bekannt, bei der Landtagswahl 2020 nicht mehr als Grüner Spitzenkandidat, sondern auf Listenplatz zwei hinter Sandra Krautwaschl antreten zu wollen. Nachdem die Grünen bei der Landtagswahl am 24. November 2019 das beste Ergebnis aller Zeiten erreichten, wurde in der ersten Klubsitzung danach Krautwaschl auf Schönleitners Vorschlag zur neuen Klubobfrau gewählt.